# Prima battaglia di Nogales
La prima battaglia di Nogales fu combattuta in Messico tra le forze federali e quelle ribelli costituzionaliste durante la rivoluzione messicana.
La battaglia fu combattuta nella città di confine di Nogales nel Sonora il 23 marzo 1913. Le forze ribelli sotto il generale Álvaro Obregón attaccarono la guarnigione federale di circa 400 fanti. L'esercito di Obregón includeva fanteria, cavalleria e almeno un pezzo di artiglieria. Il combattimento è durato per un paio d'ore prima che il comandante federale, generale Emilio Kosterlitzky, fosse catturato. Le restanti truppe federali si ritirarono oltre il confine e si arresero alla guarnigione dell'esercito degli Stati Uniti di Nogales, Arizona. Il capitano Cornelius C. Smith requisì ai federali tutte le armi ma concesse loro di ritornare a casa in Messico. Sei ribelli furono uccisi in azione e nove rimasero feriti. I federali persero quattro uomini e cinque feriti e Nogales (Sonora) cadde nelle mani dei Costituzionalisti.